# مهرجان مسقط
مهرجان مسقط مهرجان سنوي كل عام شامل يقام في سلطنة عمان في الفترة من 18 يناير وحتى 10 فبراير من كل عام. أقيم للمرة الأولى في عام 1998، ويمثل المهرجان بوابة ثقافية بين الشعوب، ويسلط الضوء على الموسيقى والحرف والمهن والطعام والتراث العماني. وهو يهدف إلى تنشيط السياحة الداخلية والخارجية في سلطنة عمان، في الوقت الذي يتميز باعتدال الطقس وتلطف درجة الحرارة. تتحلى مسقط في تلك الفترة بالأضواء، وتكثر الإعلانات الخارجية والداخلية وأنشطة رعاية الفعاليات والأحداث.

## الفعاليات
فعاليات المهرجان تتراوح بين تنزيلات التسوق والفعاليات الترفيهية والتسويقية، وأجنحة الحرف والصناعات المحلية كصناعة الحلوى العمانية، وصناعة السدو، والبخور العماني. كما تخصص مساحات لكل دولة تعرض فيها فنونها الشعبية والغنائية من الفرق الزائرة، بالإضافة إلى الحفلات الشاطئية التي تجتذب مشاهير مطربي العالم العربي، والعروض المسرحية وعروض الطيران، حيث تزور السلطنة في تلك الفترة فرق الطيران الشهيرة. يخصص لمهرجان مسقط مكان محدد يسمى ميدان المهرجان، يقع في منطقة العذيبة بالإضافة إلى المسرح العائم بحديقة القرم الطبيعية بحي القرم . وفي عام 2013. أُقيم في حديقة العامرات الطبيعية .